# Hal Walker
Hal Walker, nome artístico de Harold Walker, (Ottumwa, Iowa, 20 de março de 1896 - Tracy, Califórnia, 3 de julho de 1972) foi um cineasta norte-americano especializado em comédias leves.

## Vida e carreira
Ex-ator, chegou a Hollywood no início da década de 1930. Contratado pela Paramount Pictures, foi diretor assistente e diretor de segunda unidade em muitos filmes, frequentemente sem receber créditos. A partir de 1945, tornou-se diretor, principalmente de comédias da série Road to.. e da dupla Martin & Lewis. Trocou o cinema pela televisão na primeira metade da década de 1950.
Em 1937, recebeu uma indicação ao Oscar de Melhor Diretor Assistente pelo seu trabalho em Souls at Sea.
Faleceu em Tracy, na Califórnia, aos 76 anos de idade.

## Filmografia
| Ano  | Nome original            | Nome PT/BR                  | Nome PT/PT              |
| ---- | ------------------------ | --------------------------- | ----------------------- |
| 1945 | Out of This World        | Do Outro Mundo              | Fora Deste Mundo        |
| 1945 | Duffy's Tavern           | A Taverna de Duffy          | Carnaval de Estrelas    |
| 1945 | The Stork Club           | Minha Vida e Meus Amores    | Um Milhão de Recompensa |
| 1946 | Road to Utopia           | Dois Malandros e Uma Garota | Oiro!!!                 |
| 1950 | My Friend Irma Goes West | Minha Amiga Maluca          | A Minha Amiga Maluca    |
| 1950 | At War with the Army     | O Palhaço do Batalhão       | Recrutas... Sentido!    |
| 1951 | That's My Boy            | Campeão Biruta              | Eles no Colégio         |
| 1952 | Sailor Beware            | O Marujo Foi na Onda        | Marujo, O Conquistador  |
| 1952 | Road to Bali             | De Tanga e Sarongue         | A Caminho de Bali       |

## Premiações
| Prêmio | Ano  | Filme        | Categoria                 | Situação |
| ------ | ---- | ------------ | ------------------------- | -------- |
| Oscar  | 1937 | Souls at Sea | Melhor Diretor Assistente | Indicado |